# Bijjahalli, Kanakapura
Bijjahalli là một làng thuộc tehsil Kanakapura, huyện Ramanagara, bang Karnataka, Ấn Độ.